# Мрежова архитектура
Мрежова архитектура e дизайнът на една комуникационна мрежа. Това е рамка за спецификацията намрежовите физически компоненти и тяхната функционална организация и конфигурация, техните принципи и процедури на действие, както и форматите на данните, използвани в нейното действие (работа).
В телекомуникациите, спецификация на мрежова архитектура може да включва и детайлно описание на продукти и услуги, доставяни чрез комуникационна мрежа, както и детайлна оценка и структура на заплащане, при които услугите биват компенсирани.
Мрежовата архитектура на Интернет е основно изразена чрез употребата на Интернет протоколния комплект TCP/IP, отколкото специфичен модел на изграждане на връзки между мрежи или възли в мрежа, или употреба на специфични видове хардуерни връзки.
|  | Тази страница частично или изцяло представлява превод на страницата Network architecture в Уикипедия на английски. Оригиналният текст, както и този превод, са защитени от Лиценза „Криейтив Комънс – Признание – Споделяне на споделеното“, а за съдържание, създадено преди юни 2009 година – от Лиценза за свободна документация на ГНУ. Прегледайте историята на редакциите на оригиналната страница, както и на преводната страница, за да видите списъка на съавторите. ВАЖНО: Този шаблон се отнася единствено до авторските права върху съдържанието на статията. Добавянето му не отменя изискването да се посочват конкретни източници на твърденията, които да бъдат благонадеждни. |